# Criterio de Leibniz
En análisis matemático el criterio de Leibniz es un método, debido a Gottfried Leibniz, utilizado para demostrar la convergencia de series alternadas.
Una serie alternada es aquella de la forma:
{\displaystyle \sum _{n=1}^{\infty }a_{n}(-1)^{n}} con an ≥ 0.
Entonces, la serie convergerá si la sucesión an es monótona decreciente y {\displaystyle \lim _{n\rightarrow \infty }a_{n}=0} (han de cumplirse ambas condiciones). Además, si
{\displaystyle \sum _{n=1}^{\infty }a_{n}(-1)^{n}=L}
y
{\displaystyle S_{k}=\sum _{n=1}^{k}a_{n}(-1)^{n}}
la suma parcial Sk aproxima la suma de la serie con error
{\displaystyle \left|S_{k}-L\right\vert \leq \left|S_{k}-S_{k+1}\right\vert =a_{k+1}}
La inversa en general no es cierta.